# Riaan McNab
Riaan Charles McNab (* 22. April 1966 auf Farm Farm Omomas bei Rehoboth, Südwestafrika) ist ein namibischer Politiker der SWAPO und seit dem 28. März 2025 Gouverneur der Region Hardap.

## Lebensweg
McNab besuchte die St. Patrick Primary School, ehe er an die Anna Maasdorp Junior Secondary School in Duineveld wechselte. Seinen Sekundarschulabschluss machte er an der Dr. Lemmar High School in Rehoboth. Er studierte anschließend Ingenieurwesen an der Polytech.
1988 begann McNab für das Finanzministerium zu arbeiten. 1991 wechselte er in die Privatwirtschaft und arbeitete fortan bis 2008 im Informationstechnologiesektor. 1989 hatte sich McNab bereits der SWAPO angeschlossen. In der Partei durchlief er zahlreiche Ränge und Aufgaben. 2010 gewann er bei der Regionalratswahl den Wahlkreis Rehoboth-Land. Den Wahlkreisgewinn konnte er 2015 wiederholen. Bis 2022 war McNab Mobilisierungsoffizier der SWAPO für die Region.
Seit 1991 ist er mit Martha McNab verheiratet.